# Irene Heim
Irene Heim (Munique, 30 de outubro de 1954) é uma linguista conhecida principalmente por seus trabalhos sobre semântica na linguística gerativa. Suas obras mais conhecidas são sua tese de doutorado The semantics of definite and indefinite noun phrases (orientada por Barbara Partee) e o livro-texto Semantics in Generative Grammar, este último tendo sido escrito com Angelika Kratzer, com quem também fundou o periódico Natural Language Semantics. É professora do Instituto de Tecnologia de Massachusetts.